# ラルス・ヤンソン
ラルス・ヤンソン（Lars Jansson、1926年10月8日 - 2000年7月31日）は、フィンランドの小説家・漫画家。小説ムーミンシリーズを書いたトーベ・ヤンソンの末弟。

## 概説
ラルスはヘルシンキで、スウェーデン系フィンランド人彫刻家の父ヴィクトル・ヤンソン (Viktor Jansson) と画家の母シグネ・ハンマシュティエン＝ヤンソンの二男として生まれた。兄弟には姉のトーベ・ヤンソン、写真家の兄ペル・ウーロフ・ヤンソンがいる。15歳で最初に書いた小説『トルツゥーガの宝』をふくめて小説8冊を出版。

### 小説家、連載漫画家
小説の代表作に『5000ポンド』(1967年) がある。イギリスで出版することを予想して英語で執筆しながら、フィンランドの出版社と契約したことから改めて自分の手でスウェーデン語に訳し直したという。本人にはスウェーデン語と英語のどちらも使いこなせるという自負があった。
姉トーベが親友トゥーリッキー·ピエティラの助けを借りて1949年にムーミンの小説『楽しいムーミン一家』をイギリスで出版する作業に取りかかると、翻訳はイギリスのベン社という出版社の下でロンドンで進んでいく。ラルスはトーベとともに英語の原稿に目を通し、「言葉を単純にスウェーデン語から英語に置き換えた」翻訳にしたがらない姉の意志を汲んで推敲の作業を助けた。直訳にとどまらない意訳が示されると、イギリス英語独特のウィットに富む豊かな言い回しを姉に伝えるなど、できる限り原作の世界を英語版に盛りこもうと力を尽くす。姉は小説を書き、挿し絵を描くのと平行して、英語版の推敲の他戯曲の執筆に追われてしまい、もっとも情熱を注いできた絵画作品の制作に打ち込めずにいた。私生活でも転機を迎えながら思い通りにいかない姉に、密かにインドネシアに移住するのはどうかと持ちかけたラルスは、乗り気になった姉に代わって計画を進める手続きをするものの、とうとう実行できずに終わっている。
1958年、ラルスは姉トーベにムーミンの新聞漫画の制作に誘われる。姉は漫画をスウェーデン語（ヤンソン家はスウェーデン語系フィンランド人）で書き、イギリスの新聞に載せるため、語学力を活かしてラルスが英語に翻訳。そのかたわら、姉が手がけた漫画全21作のうち8作で構成のアイデアを手伝った。やがて姉が新聞漫画から手を引くと、1960年から1975年まで15年間、漫画の制作すべてを単独でこなす。これら一連の姉と弟の連載漫画は1980年、フィンランド連載漫画家連盟から賞を受けた。
日本のテレビ東京系列で1990年から放送されたアニメーション番組『楽しいムーミン一家』、『楽しいムーミン一家 冒険日記』では、姉トーベと共に制作段階から関わり、1990年から1992年にかけてフィンランド出身のプロデューサーのデニス・リブソンと協力して楽しいムーミン一家のコンセプト作りに参加し、内容の監修は姉に代わって主にラルスが担当。やがてアニメの大人気から映画『楽しいムーミン一家 ムーミン谷の彗星』が作られる。『楽しいムーミン一家』のアニメーションシリーズには、本名の「ラルス・ヤンソン」ではなく「ラッセ・ヤンソン」とクレジットされた。「ラッセ」（Lasse）はラルスの愛称。
ラルスの娘のソフィア・ヤンソンは、1993年に新聞漫画をまとめた新しいシリーズの立ち上げに際して父に協力し、現在はムーミンのキャラクターの管理会社‘ムーミンキャラクターズ’ (Moomin Oy Characters Ltd.) の社長を務めている。伯母トーベに可愛がられ小説『少女ソフィアの夏』のモデルになり、物語にはトーベも登場。挿し絵は祖母シグネが孫ソフィアを題材にして描いた。1972年にスウェーデン学士院よりフィンランド賞とモールバッカ賞を受賞。